# ورزشگاه وایت هارت لین
وایت هارت لین نام یک ورزشگاه تخریب شده در لندن انگلستان می‌باشد، این ورزشگاه محل سابق برگزاری بازی‌های باشگاه فوتبال تاتنهام هاتسپر بود که در سال ۱۸۹۹ تأسیس شد. این باشگاه در سال ۲۰۰۸ میلادی تصمیم به ساخت یک ورزشگاه جدید به نام ورزشگاه تاتنهام هاتسپر کرد که گنجایش آن ۶۲٬۰۶۲ نفر است.
ورزشگاه جدید در واقع در دل وایت هارت لین بنا شد بگونه‌ای که تکمیل مراحل پایانی ساخت ورزشگاه مستلزم تخریب وایت هارت لین بود. این مکان ۱۴ مه ۲۰۱۷ بسته شده و در همان سال تخریب شد.

## نگارخانه

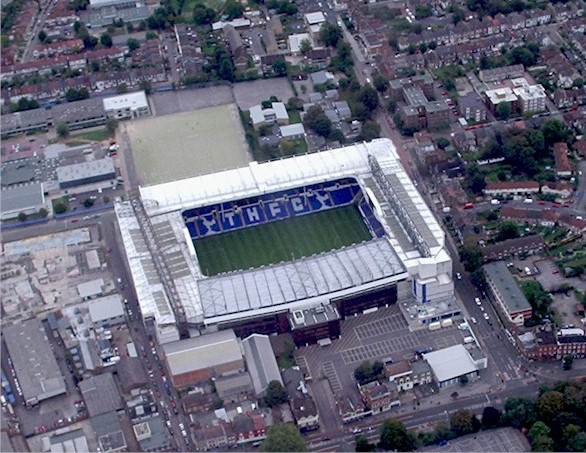
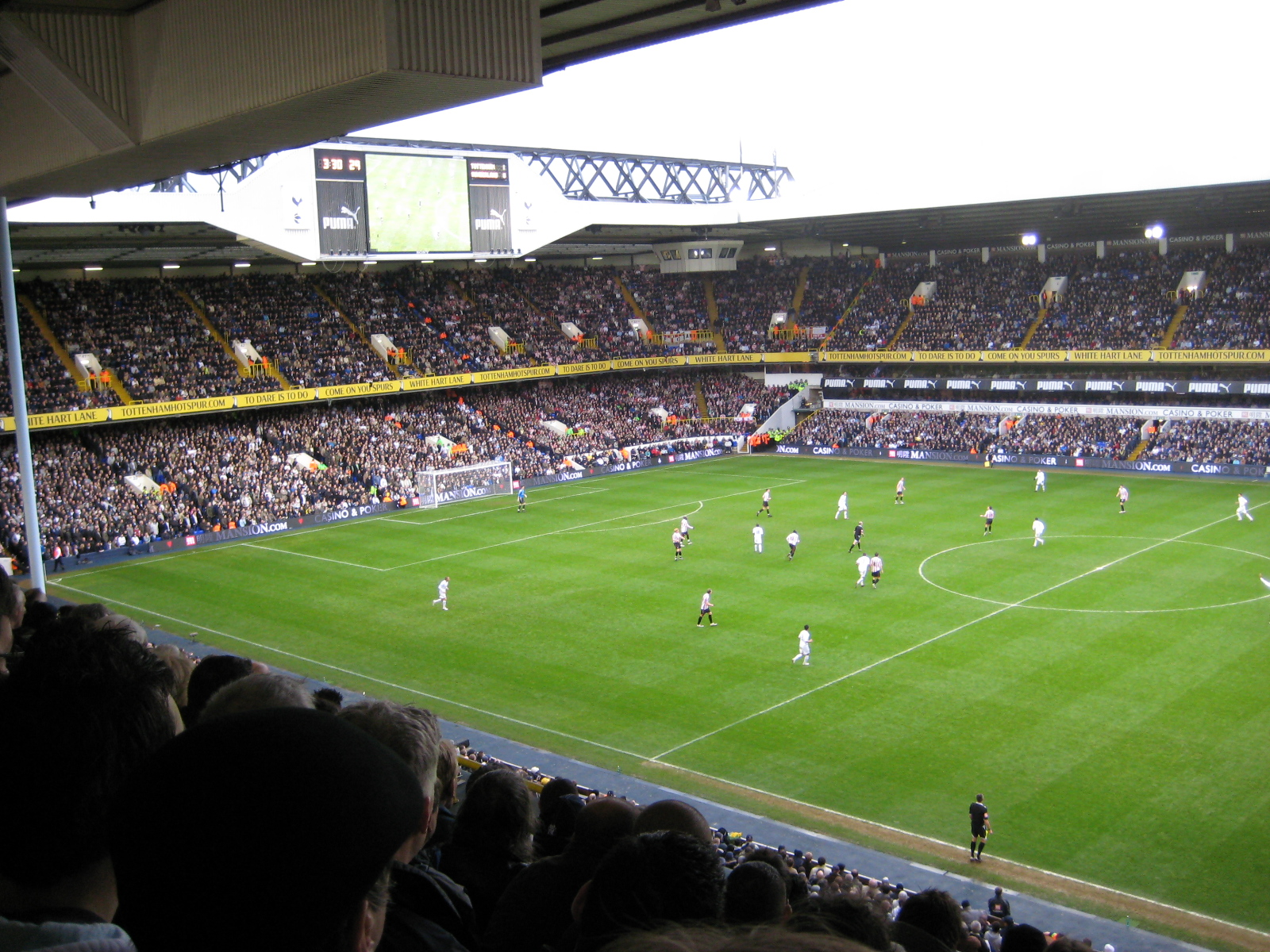
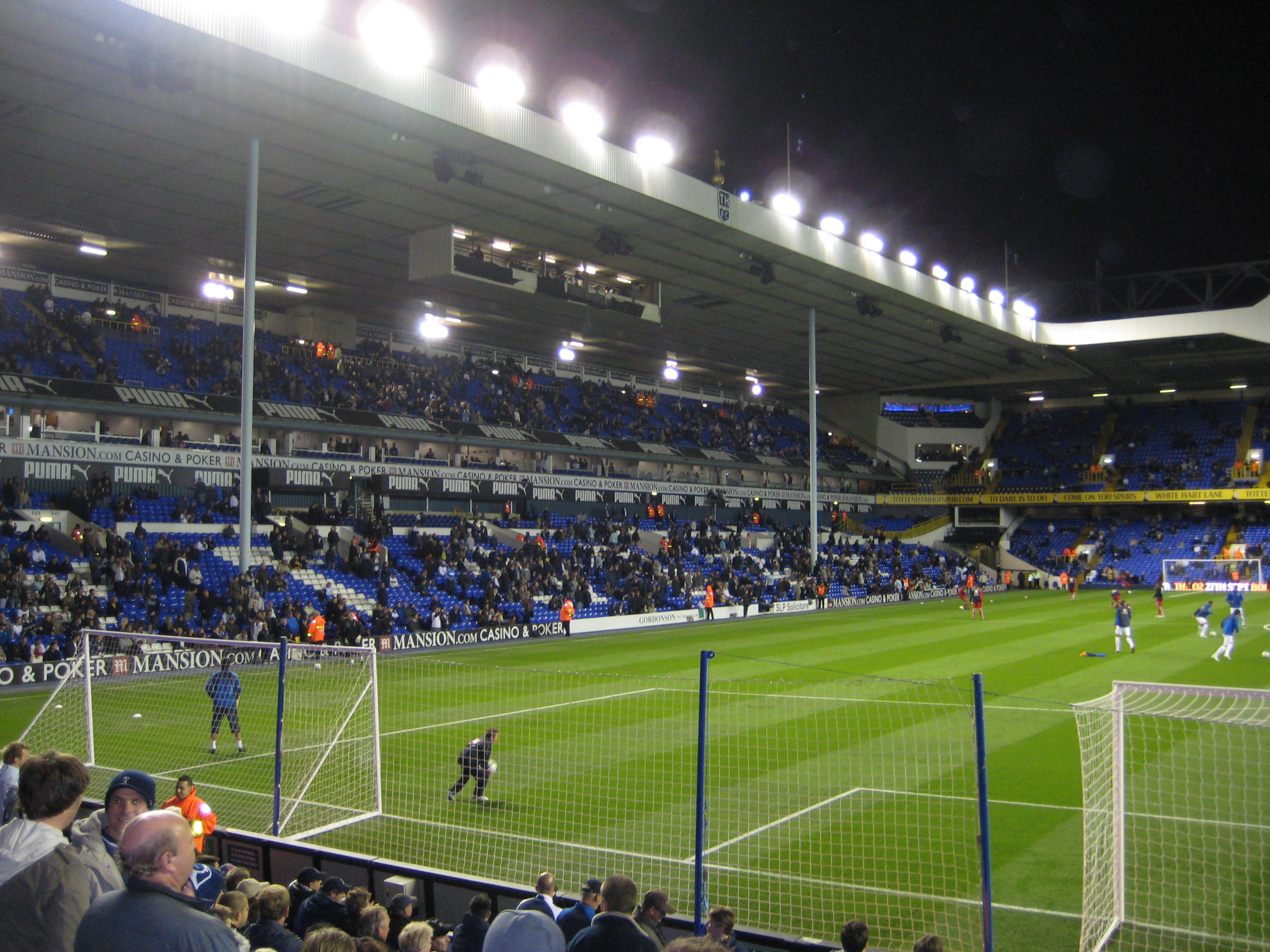
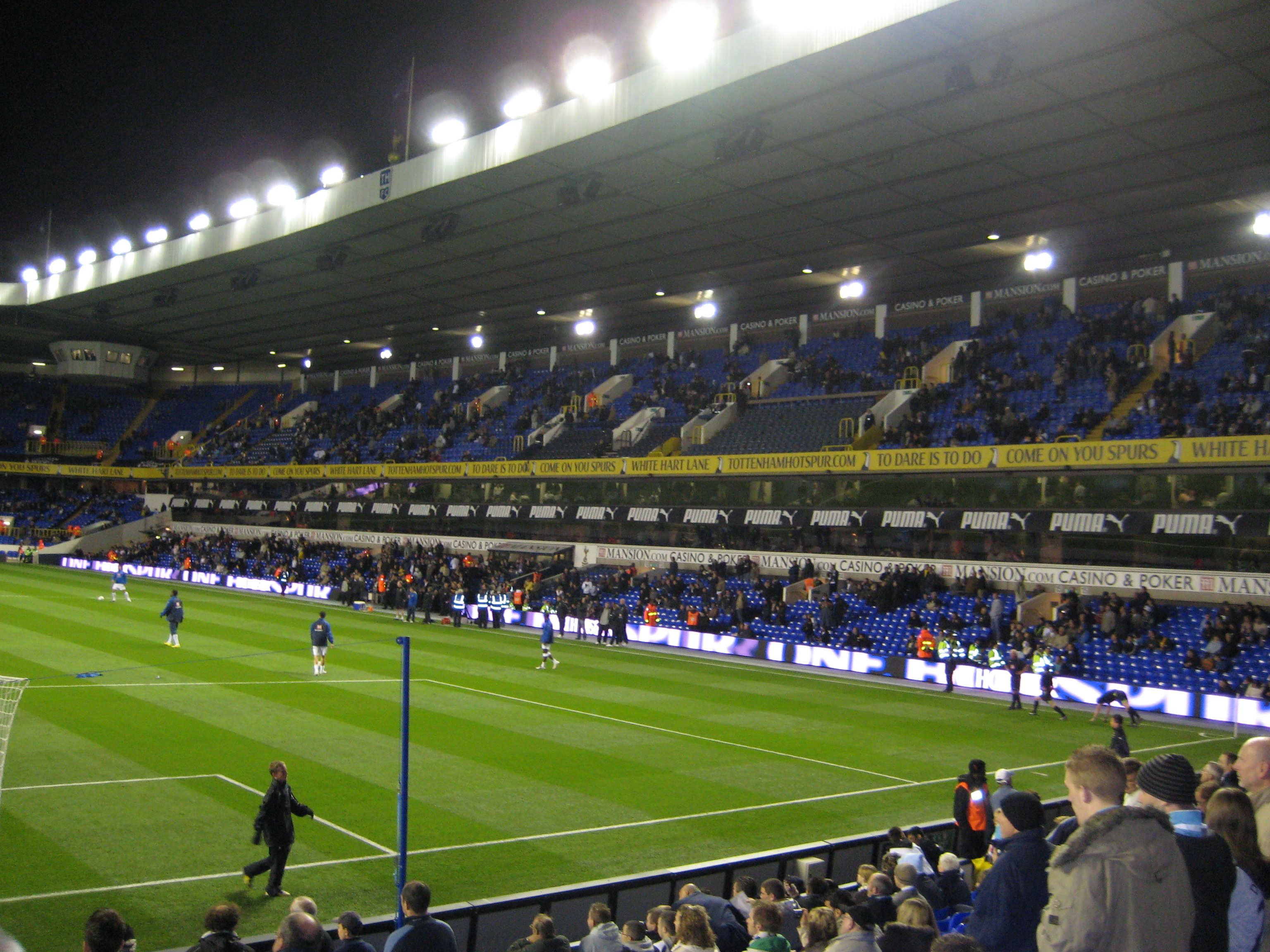